# 基兰·伯德
基兰·詹姆斯·伯德（英語：Kieran James Bird，1999年9月2日—），英国男子游泳运动员，2022年欧洲游泳锦标赛混合4×200米自由泳接力金牌得主、2024年夏季奥林匹克运动会男子4×200米自由泳接力金牌得主。